# Bambusa beecheyana
Bambusa beecheyana är en gräsart som beskrevs av William Munro. Bambusa beecheyana ingår i släktet Bambusa och familjen gräs. Inga underarter finns listade i Catalogue of Life.